# Regallücke

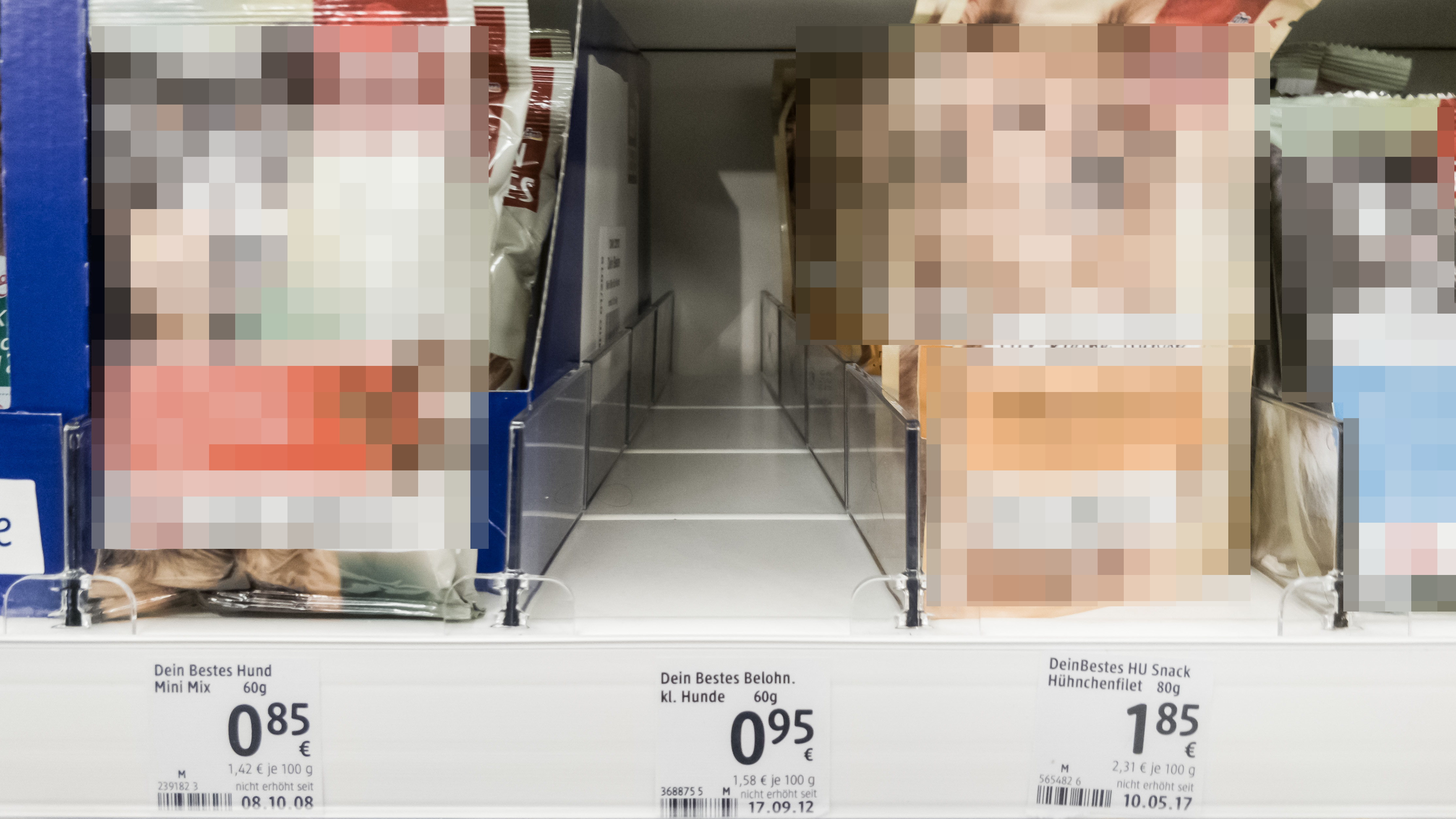
Regallücke beim Hundefutter

Als Regallücke (englisch Out-of-Stock, OoS) wird im Einzelhandel ein Regalplatz bezeichnet, der nicht mehr durch den vorgesehenen Artikel gefüllt und leer ist.

## Allgemeines
Ziel des Nachschubmanagements ist eine konstant hohe Verfügbarkeit von Waren bei geringen Filialbeständen. Beide Faktoren werden durch ein komplexes Zusammenspiel von Nachfrageprognosen, Abverkäufen, Bestellpunkten, Lieferrhythmen und Logistikprozessen bestimmt. Funktioniert dieses Zusammenspiel nicht optimal, entstehen zwangsläufig Regallücken oder das Gegenteil, Überbestände.
Regallücken kommen verhältnismäßig häufiger vor bei Läden mit geringer Verkaufsfläche, im ländlichen Raum, bei Langsamdrehern,  am Wochenanfang und bei Neuprodukten eher als bei etablierten Produkten. Da sie an den Kontaktstrecken liegen, sind sie für Kunden direkt sichtbar.
In der E-Commerce-Branche bezeichnet man solche Regallücken als Stockouts. Ein Stockout tritt auf, wenn ein Produkt nicht vorrätig ist und daher nicht an den Kunden geliefert werden kann. Dies kann durch ungenaue Bestandsprognosen, unerwartet hohe Nachfrage oder Verzögerungen in der Lieferkette verursacht werden.

## Ursachen

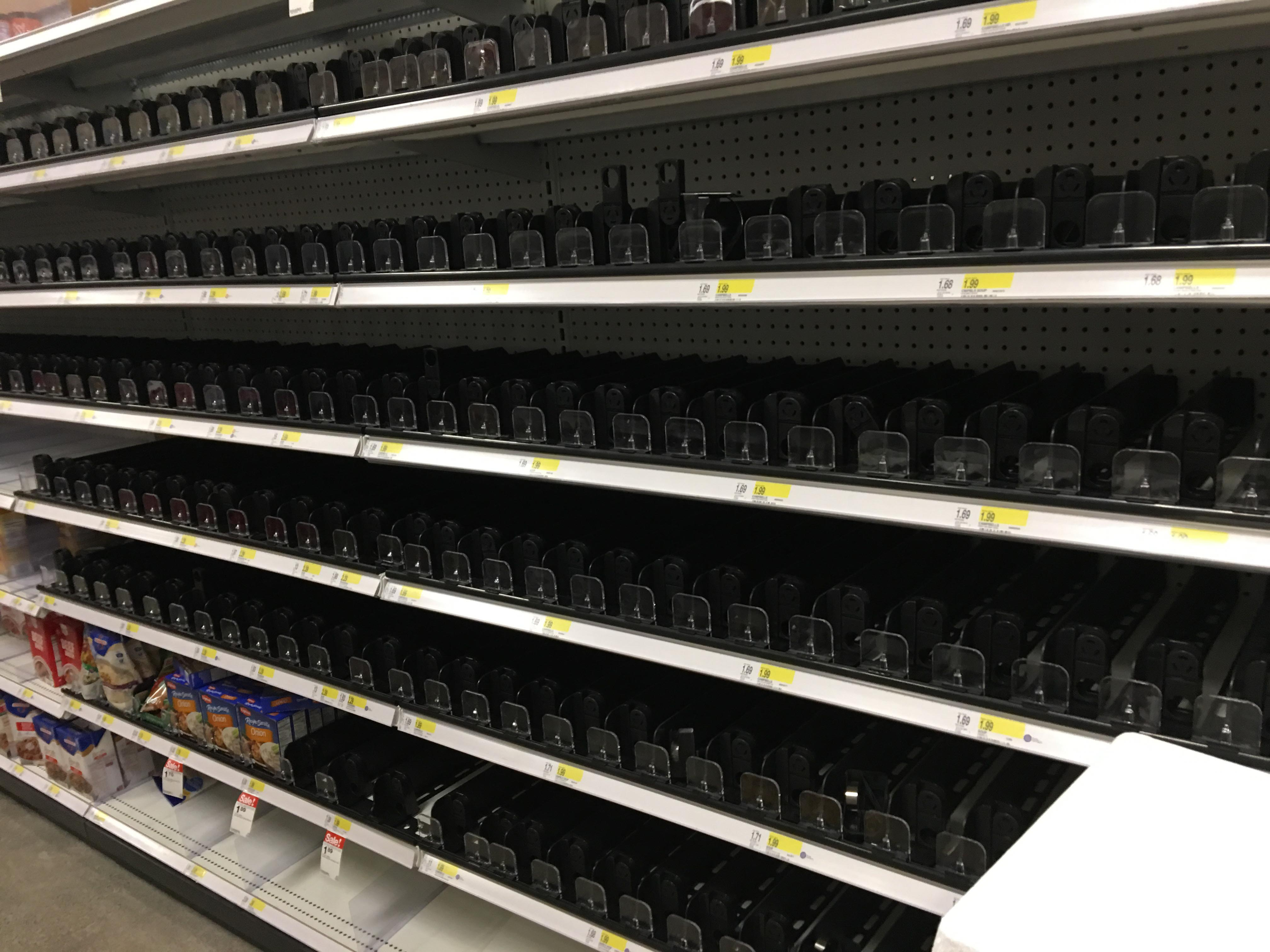
Regallücken wegen Hurrikan Lane (August 2018)

Eine Regallücke liegt dann vor, wenn der als vorrätig eingeplante Artikel nicht an seinem angestammten und mit dem entsprechenden Preisschild ausgezeichneten Regalplatz aufzufinden ist. Deshalb handelt es sich auch dann um eine Regallücke, wenn der Artikel zwar noch im Laden verfügbar ist, sich jedoch nicht am richtigen Regalplatz befindet („Phantom-OoS“).
Die Regallücke ist meist eine Angebotslücke und ein Indiz fehlender Lieferbereitschaft und Regaloptimierung, die zu Fehlmengen führt. Sie offenbart das Vorhandensein von Lagerrisiken und kann auf einen Lieferengpass oder mangelhaftes Beschaffungsmanagement zurückzuführen sein. Bei einer weltweiten Studie wurde 2002 eine durchschnittliche OoS-Quote von 8,3 % ermittelt. Dabei treten Out-of-Stock-Situationen am häufigsten im Bereich der Kurzwaren und der Körperpflegemittel auf. Elektronikartikel und Haushaltspapier sind dagegen selten betroffen.
Eine weitere Ursache für Regallücken kann in einem plötzlich auftretendem Nachfrageüberhang bestehen, den der Handel kurzfristig nicht ausgleichen kann. Gründe hierfür sind insbesondere Naturkatastrophen wie Stürme oder Überschwemmungen (z. B. Hochwasserkatastrophe 2021 in RLP und NRW) sowie Epidemien (z. B. die COVID-19-Pandemie), die zu Hamsterkäufen führen. Sie können ebenfalls auf Lieferengpässe zurückzuführen sein, wenn Lieferanten ihre Produktion nicht sofort erhöhen können oder wenn Lieferketten nicht optimal funktionieren (Supply-Chain-Management) oder gar abreißen.
Hauptursachen für Regallücken sind Listungsdifferenzen (46 %), Probleme im Bestellablauf (29 %), Probleme bei der Nachbefüllung (14 %), Produktions- und Lieferengpässe (6 %) und andere Ursachen (5 %).
Derartige Out-of-Stock-Situationen sind betriebswirtschaftlich negativ zu bewerten. Regallücken reduzieren die Umsatzerlöse sowie das Absatzvolumen, erschweren die Absatzplanung (verzerrte Abverkaufsdaten), verursachen unnötig hohe Logistikkosten in den Handelsfilialen und verschlechtern das Image des betroffenen Ladens. Regallücken führen dann zu Umsatzausfall durch Fehlmengen, weil der Handel mehr Produkte hätte verkaufen können („vergriffen“).

## Kundenreaktionen
Die Reaktion der Kunden auf Regallücken setzt sich nach einer Studie wie folgt zusammen: Geschäftswechsel (37 %), Kaufaufschub (22 %), Variantenwechsel (21 %), Kaufabbruch (11 %) oder Markenwechsel (9 %). Die Kaufabbrüche und Geschäftswechsel führen zu sinkenden Verkaufszahlen und damit zu sinkenden Umsatzerlösen von bis zu 3 %. Daher ist die ungeplante Regallücke eines der zentralen Probleme auf der Beschaffungseite des Handels. Finden Kunden Regallücken vor, so kaufen einer anderen Studie zufolge 37 % eine andere Marke (Substitutionsgut), 21 % wechseln den Laden, 17 % verschieben den Kauf, 16 % kaufen eine andere Packungsgröße und 9 % geben den Kauf auf.
Die Kundenzufriedenheit sinkt und kann zu einem endgültigen Wechsel des Ladens führen.

## Lösungsansätze
Zur Lösung des Problems ungeplanter Regallücken sind viele Maßnahmen denkbar, die an verschiedenen Punkten der Lieferkette ansetzen. Ein erster Schritt ist die Sensibilisierung der Mitarbeiter im Einzelhandel für das Problem, weil diese für die Befüllung der Regale verantwortlich sind. Des Weiteren können Warenwirtschaftssysteme wie z. B. Auto-Dispositionssysteme dazu beitragen, dass stets entsprechend der zu erwartenden Nachfrage Bestellungen ausgeführt werden.
Unter dem Begriff „Optimal Shelf Availability (OSA)“ werden im Logistikmanagement seit wenigen Jahren Maßnahmen zur Verbesserung der Regalverfügbarkeit untersucht.